# يانغ دونغ جيون (ممثل)
يانغ دونغ جيون (بالكورية: 양동근)‏ هو ممثل ومغني ومنتج تسجيلات كوري جنوبي. ولد يوم 1 يونيو 1979 في سول في كوريا الجنوبية.

## روابط خارجية
- يانغ دونغ-جيون على موقع IMDb (الإنجليزية)
- يانغ دونغ-جيون على موقع روتن توميتوز (الإنجليزية)
- يانغ دونغ-جيون على موقع ميوزك برينز (الإنجليزية)
- يانغ دونغ-جيون على موقع أول موفي (الإنجليزية)
- يانغ دونغ-جيون على موقع أول ميوزيك (الإنجليزية)
- يانغ دونغ-جيون على موقع ديسكوغز (الإنجليزية)
- يانغ دونغ-جيون على موقع قاعدة بيانات الفيلم (الإنجليزية)